# Blairsville (Pennsylvanie)
Pour les articles homonymes, voir Blairsville.
Blairsville est un borough situé au sud du comté d'Indiana, en Pennsylvanie, aux États-Unis,. En 2010, il comptait une population de 3 412 habitants. Le borough est incorporé le 25 mars 1825.

## Démographie
Lors du recensement de 2010, le borough comptait une population de 3 412 habitants. Elle est estimée, en 2019, à 3 256 habitants.

### Source de la traduction
- (en) Cet article est partiellement ou en totalité issu de l’article de Wikipédia en anglais intitulé « Blairsville, Pennsylvania » (voir la liste des auteurs).